# 사콘나콘 공항
사콘나콘 공항(태국어: ท่าอากาศยานสกลนคร, 영어: Sakon Nakhon Airport), IATA: SNO, ICAO: VTUI)은 태국 사콘나콘에 있는 공항이다.  민간 및 군대 목적으로 사용된다.

## 항공사 및 목적지
| 항공사          | 목적지       |
| --------------- | ------------ |
| 녹에어          | 방콕(돈므앙) |
| 타이 에어아시아 | 방콕(돈므앙) |

## 사고
- 1976년 9월 23일 태국 왕실의 Douglas C-47A는 이륙사고로 경제적 수리를 넘어서 손상을 입었다.[1]

## 계획

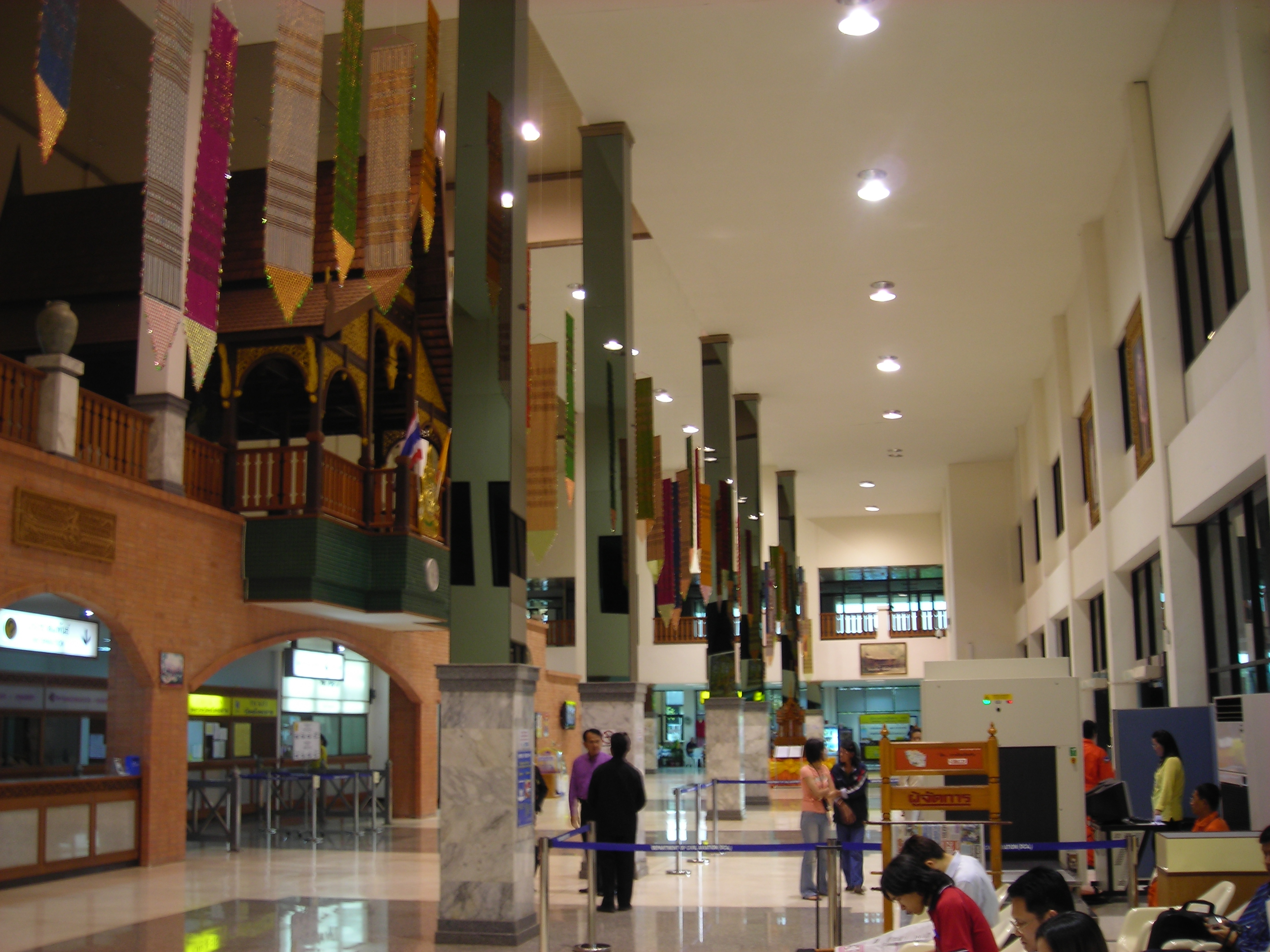
사콘 나콘 공항 내

태국 신공항 공사 (AOT)는 두 개의 새로운 공항을 건설하고 공항공사 국이 소유 한 네 개의 기존 공항을 확장하기 위해 2018년에 220 억 바트를 예산했다.  사콘나콘 공항은 확장과 태국 신공항 공사 관리를 위한 4개 도시 중 하나이다.  태국 신공항 공사는 람푼주 치앙마이 국제공항2 와 팡응아주 푸껫 국제공항2를 건설하고자 한다.  태국 신공항 공사가 관리 할 기존 공항은 춤폰 공항 , 탁공 공항 및 우돈 타니 국제 공항이다.